# Antonio Iraizoz
Antonio Iraizoz y del Villar (1890-1976) fue un diplomático, político, periodista y escritor cubano.

## Biografía
Nació el 14 de junio de 1890 en La Habana. Periodista, diplomático y escritor, desempeñó cargos como los de subsecretario de Instrucción Pública y ministro de Cuba en Lisboa, además del de embajador en España. Fue autor de una biografía de Enrique Piñeyro, publicada en 1922, y su discurso de ingreso en 1930 en la Academia Nacional de Artes y Letras de Cuba versó sobre La crítica en la literatura cubana. En 1969, pasó a presidir la Academia Cubana de la Lengua, cargo que mantuvo hasta su muerte. Miembro de la masonería, falleció en 1976. En 1956 fue galardonado por Francisco Franco con una gran cruz de Isabel la Católica. Estuvo casado con Josefina Hernández Guzmán y presidió la Asociación de Foot Ball de la República de Cuba.